# Tavon Young
Tavon Young (Oxon Hill, 14 marzo 1994) è un giocatore di football americano statunitense, cornerback dei Chicago Bears.

## Caratteristiche tecniche
Elogiato non solo per l'agilità fisica ma anche per una notevole forza mentale, la sua carriera è stata ampiamente condizionata da infortuni.

## Carriera

### Carriera collegiale
Milita per quattro stagioni in forza ai Temple Owls, distinguendosi come cornerback titolare. Nel dicembre 2015 accetta l'invito a partecipare al Senior Bowl 2016.

### Carriera professionistica

#### Baltimore Ravens
In occasione del Draft NFL 2016, Young viene selezionato al quarto round dai Baltimore Ravens, come centoquattresima scelta in assoluto. Debutta tra i professionisti l'11 settembre 2016, nel corso del match di week 1 contro i Buffalo Bills. Due gare più tardi, contro i Jacksonville Jaguars, timbra il suo primo intercetto in carriera. Trascorre la sua prima stagione in NFL come riserva del cornerback Jimmy Smith.
Costretto a saltare l'intera annata successiva a causa della rottura del legamento crociato anteriore, torna a giocare il 9 settembre 2018, nella gara di apertura della nuova regular season nuovamente contro i Bills, in occasione della quale realizza i suoi primi due sack da professionista, il primo giocatore dei Ravens a riuscirvi dopo i tre sack realizzati da Bennie Thompson nel 1996. Nella gara di week 16 contro i Los Angeles Chargers esegue un ritorno di fumble di 62 yard, realizzando il suo primo touchdown in carriera. Nel febbraio 2019, dopo un rinnovo triennale di contratto, diventa il nickelback allora più remunerato nell'intera NFL; è tuttavia costretto a saltare la stagione a causa di un infortunio al collo. Torna in campo il 13 settembre 2020, nel match di week 1 contro i Cleveland Browns. Dopo appena tre gare rimedia tuttavia un nuovo infortunio al legamento crociato anteriore, che gli fa concludere anzitempo la stagione. Gioca con continuità nel 2021, per poi essere svincolato il 9 marzo 2022.

#### Chicago Bears
L'11 aprile 2022 sigla un accordo annuale con i Chicago Bears.